# تيم روسيرت
تيم روسيرت (بالإنجليزية: Tim Russert) (و. 1950 – 2008 م) هو صحفي، ومذيع، ومحام، ومراسل ميداني، وكاتب من الولايات المتحدة الأمريكية ولد في بوفالو، نيويورك.
وهو عضو في الحزب الديمقراطي الأمريكي .

## روابط خارجية
- تيم روسيرت على موقع IMDb (الإنجليزية)
- تيم روسيرت على موقع الموسوعة البريطانية (الإنجليزية)
- تيم روسيرت على موقع إن إن دي بي (الإنجليزية)
- تيم روسيرت على موقع قاعدة بيانات الفيلم (الإنجليزية)